# Leonid (Tolmačjov)
Leonid (světským jménem: Denis Vladimirovič Tolmačjov; * 12. května 1975, Moskva) je ruský duchovní Ruské pravoslavné církve a biskup iskitimský a čerepanovský.

## Život
Narodil se 12. května 1975 v Moskvě.
Roku 1992 dokončil střední školu č. 2 v Odincovu. Poté pokračoval ve studiu na Moskevské zemědělské akademii.
V letech 1997–2001 studoval na Pěrervinském duchovním učilišti.
Od května 2002 pobýval v monastýru Optina Pustyň.
Dne 20. dubna 2003 byl představeným pustyně archimandritou Benediktem (Pěnkovem) postřižen na monacha a přijal mnišské jméno Leonid na počest svatého Leonida Pošechonského.
Dne 4. května 2003 byl arcibiskupem kalužským a borovským Klimentem (Kapalinem) rukopoložen na hierodiakona a 23. října 2006 již metropolitou Klimentem na jeromonacha.
Roku 2012 dokončil dálkové studium na Moskevské duchovní akademii.
Dne 8. listopadu 2013 byl rozhodnutím patriarchy moskevského Kirilla jmenován duchovním podvorje Optiny Pustyň chrámu Zesnutí přesvaté Bohorodice na Vasiljevském ostrově v Petrohradu. Od ledna 2014 sloužil také jako blagočinný podvorje.
Dne 23. října 2014 jej Svatý synod zvolil biskupem uržumským a omutninským.
Dne 1. listopadu 2014 byl povýšen na archimandritu.
Dne 11. listopadu 2014 byl oficiálně jmenován biskupem a 14. prosince proběhla v Ivanovském monastýru v Moskvě jeho biskupská chirotonie. Světiteli byli patriarcha moskevský Kirill, metropolita petrohradský a ladožský Varsonofij (Sudakov), metropolita vjatský a slobodský Mark (Tužikov), arcibiskup Filaret (Karagodin), arcibiskup sergijevo-posadský Feognost (Guzikov), biskup voskresenský Savva (Michejev), biskup jaranský a luzský Paisij (Kuzněcov) a biskupové Srbské pravoslavné církve: biskup bačský Irinej (Bulovič), biskup moravičský Antonije (Pantelič), biskup kruševacký David (Perovič) a biskup jegarský Jeronim (Močevič).
Dne 14. července 2018 byl jmenován představeným Optiny Pustyň a osvobozen od funkce biskupa uržumského. Současně se stal biskupem možajským a vikářem patriarchy moskevského a celé Rusi.
Dne 29. prosince 2021 se stal biskupem tarusským a vikářem kalužské eparchie.
Dne 16. května 2023 jej Svatý synod jmenoval biskupem iskitimským a čerepanovským.
Dne 24. srpna 2023 se stal představeným Pokrovského monastýru ve vesnici Zavjalovo Iskitimského rajónu.